# Martin Hägglund

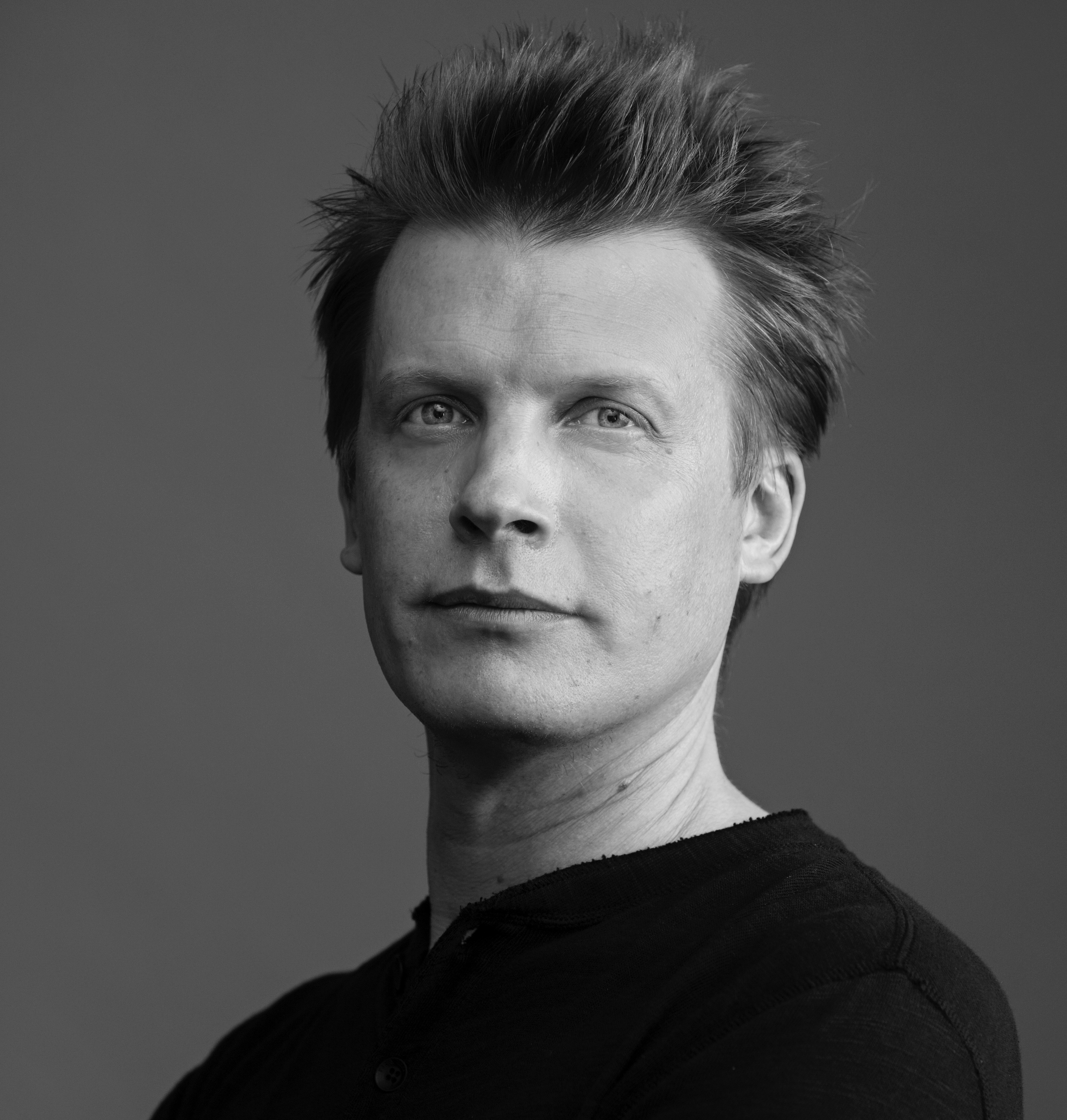
Martin Hägglund

Hans Martin Hägglund (23 november 1976) is een Zweeds literatuurwetenschapper en filosoof, die is verbonden aan de Johns Hopkins University in Baltimore, Maryland, VS.
Hägglund werkte eerder aan de Cornell University in Ithaca, New York en publiceerde onder andere over de schrijver Vladimir Nabokov, en meer in het bijzonder over de wijze waarop deze schrijver de verhouding plot van gebeurtenissen en karakters in, tot, met en als de tijd ("chronophobia" vs. "chronophilia").
In zijn werk Radical atheism: Derrida and the time of life werkt hij de hypothese uit dat de Franse filosoof Jacques Derrida in elk van zijn geschriften (van de vroege studies over Edmund Husserl, zoals La voix et le phénomène, tot in het laatste interview, Ik ben in oorlog met mezelf) een positie zoekt in te nemen die is ingegeven door wat Hägglund een radicaal atheïsme noemt.
Dit atheïsme moet vooreerst onderscheiden worden van het traditionele atheïsme. Twee noties zijn daartoe van belang: de notie van auto-immuniteit en van de onvoorwaardelijke overlevingsdrift, the unconditional drive for survival.
Een theïst, of gelovige, gelooft in het bestaan van God, oftewel in de volheid van het leven - zij het een leven dat pas na de dood intreden kan. De traditionele atheïst gelooft daarin niet: hij onderschrijft dit geloof in het volle leven niet, ook niet na de dood.
 
De radicale atheïst meent niet alleen dat er geen vol leven is na de dood, maar dat het geloof in het volle leven tegenstrijdig is. Het leven kan niet vol zijn, en zeker niet van zichzelf.  Het verlangen van de gelovige naar het volle leven is volgens Hägglund veeleer een doodsverlangen. De "radicale" atheïst meent dus - in tegenstelling tot de traditionele atheïst - dat er met het verlangen zelf naar een leven na de dood, i.e. met het verlangen naar de volheid van het leven, of met de droom van een vol leven, van levensvoldheid, in de wortel ("radix") iets schort. Het is een verlangen naar een leven dat zich geheel en al zou kunnen immuniseren tegen elke vorm van bedreiging; een verlangen dus naar een leven zonder auto-immuniteit. Als het leven echter - zoals Derrida reeds in zijn vroegste werk benadrukt - benaderd en bevestigd moet worden als een "economie van de dood", en dus leeft bij de gratie van een "verruimtelijkend geweld", dan kan er niet zoiets bestaan als een vol leven, een leven dat zuiver leven zou zijn. Een dergelijk vol leven is juist dodelijk.  Het behoud van het leven -of de intensificatie daarvan- vraagt dan ook om de bevestiging van een vorm van geweld die dit leven fundamenteel op het spel zet. Alleen een dergelijk, door de dood verontreinigd leven kan begerenswaardig zijn, aldus de door Hägglund geanalyseerde opvatting.  Die optiek werpt uiteraard licht op Derrida's aloude bekommernis met het voorvoegsel: sur-, in de door hem geliefde thematiek van het sur-vivre: een over-leven, een verhevigd leven, bij gratie van herhaalbaarheid, het spoor, de technische opvoering... oftewel de dood.
Paus Benedictus XVI- beweerde ooit dat Christus aan het kruis de dood dodelijk verwond had en zo het krediet van het volle leven had geopend. Volgens Hägglund moet het werk van Derrida gelezen worden als een consequent on-eigentijdse articulatie van de deconstructie van de christelijke verwonding van de dood. Die deconstructie dient niet zonder meer het leven, maar het over-leven.